# Хухуа, Татьяна Ионовна
Татьяна Ионовна Хухуа (1924 год, село Орсантиа, Зугдидский уезд, ССР Грузия) — звеньевая колхоза имени Гегечкори Загдидского района, Грузинская ССР. Герой Социалистического Труда (1949).

## Биография
Родилась в 1924 году в крестьянской семье в селе Орсантиа Зугдидского уезда. После окончания местной сельской школы с 1930-х годов трудилась рядовой колхозницей в колхозе имени Гегечкори Зугдидского района. В послевоенное время — звеньевая комсомольско-молодёжного полеводческого звена в этом же колхозе.
В 1948 году звено под её руководством собрало в среднем с каждого гектара по 88,5 центнеров кукурузы на участке площадью 10 гектаров. Указом Президиума Верховного Совета СССР от 3 мая 1949 года удостоена звания Героя Социалистического Труда за «получение высоких урожаев кукурузы и табака в 1948 году» с вручением ордена Ленина и золотой медали «Серп и Молот» (№ 3538).
Этим же указом званием Героя Социалистического Труда был награждён труженик колхоза имени Гегечкори звеньевой Георгий Поликарпович Начкебия.
После выхода на пенсию проживала в родном селе Орсантиа Зугдидского района. В последующем переехала в Гальский район Абхазской АССР. С 1981 года — персональный пенсионер союзного значения.